# Betano
Betano (andere Namen und Schreibweisen: Nutur, Betana, Betarro, Belana) ist ein osttimoresischer Suco im Verwaltungsamt Same (Gemeinde Manufahi).

## Geographie

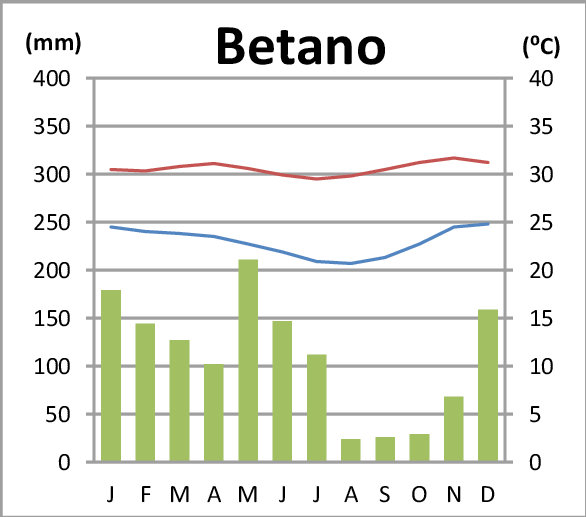
Klimadiagramm von Betano

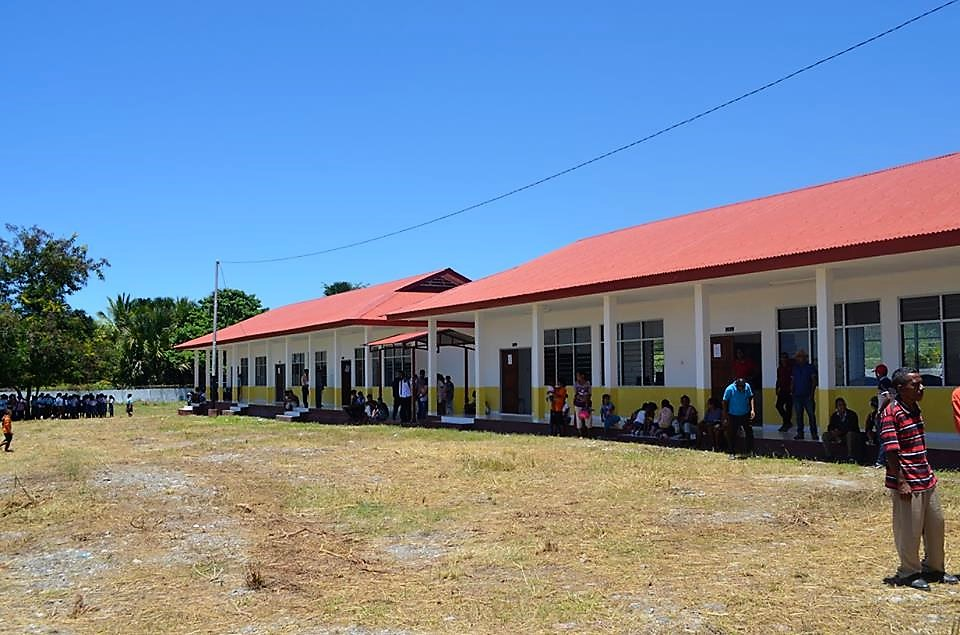
Instituto Politécnico de Betano

Vor der Gebietsreform 2015 hatte Betano eine Fläche von 112,80 km². Nun sind es 109,62 km². Der Suco liegt im Süden des Verwaltungsamts Same. Im Nordwesten befinden sich die Sucos Dai-Sua und Babulo. Im Norden und Osten grenzt Betano an das Verwaltungsamt Alas mit seinen Sucos Taitudac und Maha-Quidan. Zwischen Betano und Maha-Quidan fließt der Fluss Quelun. Die Westgrenze bildet der Fluss Caraulun, der hier viele Flussinseln hat. Am anderen Ufer liegt das Verwaltungsamt Hato-Udo (Gemeinde Ainaro) mit seinem Suco Foho-Ai-Lico. Im Süden liegt die Timorsee.
Der Ort Betano liegt 68 km südlich der Landeshauptstadt Dili, an der Südküste der Insel Timor, auf einer Meereshöhe von 2 m. In Betano gibt es eine medizinische Station. Vor der Küste befindet sich ein Ankerplatz, der von größeren Schiffen verwendet werden kann. Bei Betano steht mit dem Central Eléctrica de Betano ein Kraftwerk mit einer Leistung von 136 MW, das die Südküste mit Strom versorgt. Es wurde am 20. August 2013 eingeweiht.
Bei Betano biegt die südliche Küstenstraße, eine der Hauptverkehrsadern Osttimors, von Osten kommend nach Norden ab und führt vorbei an Bemetan (Bunak: Il Guzu, zu Deutsch: Schwarzes Wasser), Rai-Fussa (Raifusa, Rai Fursa), Lalica, Leo-Ai 2 (Leoai 2) und Sessurai (Sesurai), bis sie die Sucogrenze bei Riatu erreicht. Später teilt sie sich. Nach Norden führt sie weiter über die Gemeindehauptstadt Same und die Orte Maubisse und Aileu nach Dili; nach Westen geht sie bis nach Suai. Folgt man der Küstenstraße von Betano der Küste entlang nach Osten, erreicht man auf halbem Weg zur Sucogrenze den Ort Selihassan (Selihasan). Leo-Ai 1 (Leoai 1) liegt westlich von Leo-Ai 2.
Grundschulen finden sich in Sessurai, Rai-Fussa (Escola Primaria Rai-Fussa), Bemetan und Selihasan. Eine Vorschule gibt es in Rai-Fussa und eine vorbereitende Schule zur Sekundärstufe in Bemetan. Am 23. Februar 2017 wurde das Instituto Politécnico de Betano – Kay Rala Xanana Gusmão eröffnet. Rai-Fussa hat, ebenso wie Betano, eine medizinische Station. Bei Riatu führt die Küstenstraße über eine Brücke über den Sui, an der Ostgrenze gibt es eine weitere Brücke über den Quelan. Am Ostufer der Mündung des Caraulun soll nach Regierungsplänen eine Raffinerie und eine petrochemische Fabrik entstehen. Etwas nördlich davon sind ein Flughafen und Verwaltungsgebäude in der neuen Siedlung Nova Betano, am Ort des heutigen Rai-Fussa geplant.
Im Suco befinden sich die sieben Aldeias Bemetan, Lalica, Leo-Ai, Loro, Rai-Fussa, Selihassan und Sessurai.
In der Region Betano leben verschiedene seltene Vogelarten, darunter die Wetartaube.

## Einwohner

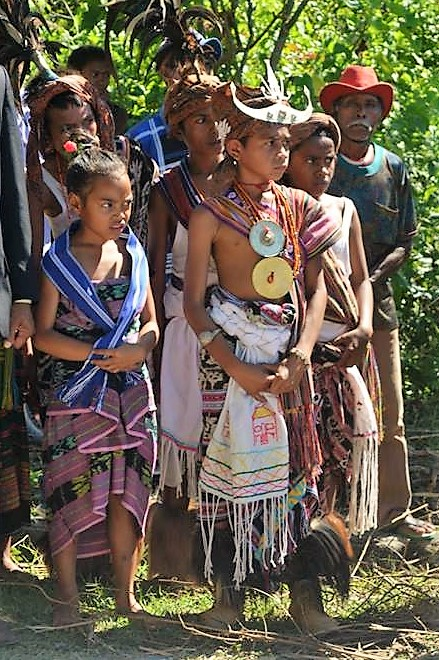
Kinder in traditioneller Tracht

In Betano leben 7.422 Einwohner (2022), davon sind 3.886 Männer und 3.536 Frauen. Im Suco gibt es 1.477 Haushalte. 34 % der Einwohner geben Mambai als ihre Muttersprache an. Über 31 % sprechen Tetum Prasa, über 20 % Tetum Terik und über 12 % Bunak. Damit ist Betano eines der Zentren der Bunak.

## Geschichte

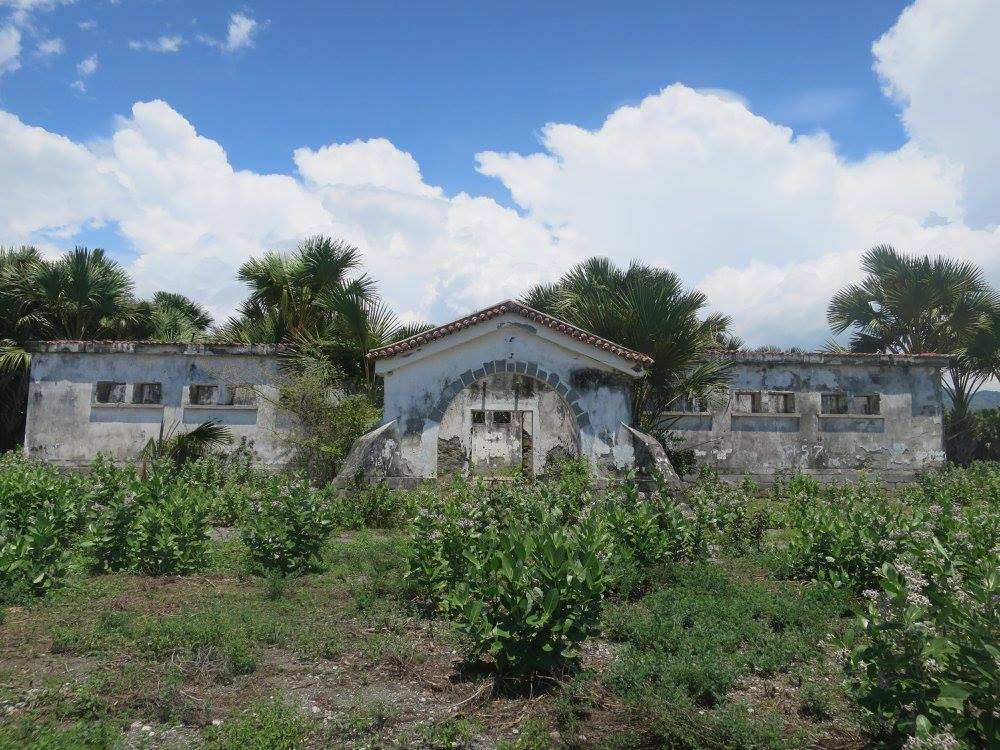
Ruinen des portugiesischen Zollhauses in Betano

Bei der Königin von Betano hatte sich Boaventura, Liurai von Manufahi, ein letztes Mal während seiner Rebellion gegen die Portugiesen verschanzt. Im April 1912 beschoss das portugiesische Kanonenboot Pátria Betano und tötete nach Angaben eines Besatzungsmitgliedes tausend Menschen. Die Timoresen wurden endgültig besiegt, mehrere Tausend wurden gefangen genommen, darunter Boaventura.

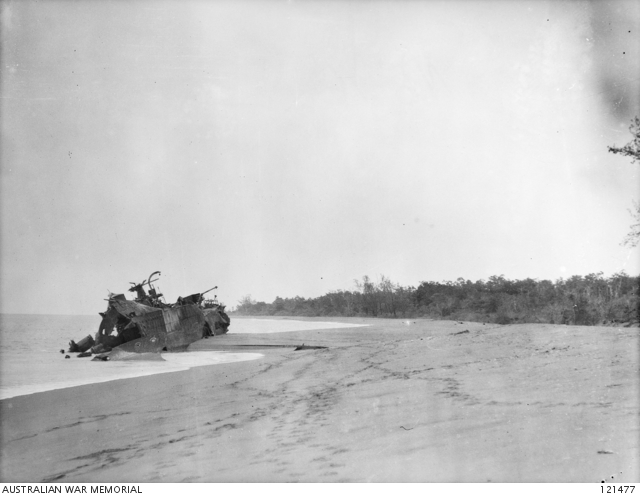
Der Strand von Betano mit dem Wrack der HMAS Voyager (1945)

Während des Zweiten Weltkriegs wurden über den Ort Betano vom 27. Mai bis zum 1. Dezember 1942 die australischen Soldaten der 2/2nd Independent Company versorgt, die auf Timor gegen die Japaner kämpften. Kleine Schiffe und Korvetten fuhren dazu zwischen Darwin und Betano. Am 23. September 1942 sollte die 2/2nd Independent Company durch die 2/4th Independent Company ersetzt werden. Der Zerstörer Voyager brachte 450 Soldaten nach Betano und sollte 600 aufnehmen. Durch starke Strömung lief die Voyager aber am Strand auf Grund. Die Bergung war unmöglich und nachdem ein japanisches Flugzeug abgeschossen wurde und Bomber am nächsten Tag angriffen, wurde die Besatzung der Voyager in der Nacht darauf durch die zwei Korvetten Kalgoorlie und Warrnambool evakuiert. Die Voyager wurde gesprengt. Ihre Überreste liegen noch heute bei Betano. Ein Vorstoß der Japaner erreichte am 27. September von Dili aus Betano, konnte dort aber nichts mehr ausrichten.
In der Nacht vom 30. November zum 1. Dezember führte die australische Marine eine Landungsaktion bei Betano durch. Frische niederländische Truppen sollten an Land gesetzt und 190 niederländische Soldaten und 150 portugiesische Zivilisten in Sicherheit gebracht werden. Das Landungsboot Kuru diente als Fähre zwischen dem Ufer und den beiden Korvetten Armidale und Castlemaine. Die Armidale wurde dabei von japanischen Flugzeugen bei Betano versenkt. 40 australische Besatzungsmitglieder und 60 Soldaten der Niederländischen Ostindienarmee starben. Im Januar 1943 wurden die meisten australischen Soldaten von Timor evakuiert.
Im Ende Januar/Februar 1976 landeten im Rahmen der Operation Seroja indonesische Truppen in Betano und stießen nach Norden in Richtung Same und Ainaro vor.
Nach dem Ort wurde 1972 ein Landungsboot der australischen Marine, die Betano, benannt und 1974 in Dienst gestellt. Am 20. März 2000 besuchte die Betano erstmals den Ort Betano. 2010 wurde auch ein Boot der Marine Osttimors nach Betano benannt.

## Politik
Bei den Wahlen von 2004/2005 wurde Agostu Pereira zum Chefe de Suco gewählt. Bei den Wahlen 2009 gewann Saturnino Tilman und 2016 Filipe de Araújo.